# Налоговая недоимка
Налоговая недоимка — сумма налога, которая не была внесена к установленному законодательством сроку.

## Описание
Вопросы взимания недоимок регулируются специальными нормативными актами, которые существуют в законодательстве Российской Федерации. Нормы, которые там содержатся, могут применяться по отношению к любому налогу. Они касаются темы обязанностей уплаты по налогам. В статье 11 Налогового Кодекса РФ определяется понятие недоимки как суммы налога или сбора, который в установленные сроки не был уплачен. А. С. Титов называет недоимкой сумму задолженности по сбору или налогу, которая должна была зачислиться в бюджет. К. Н. Лебедев называет недоимку основным структурным элементом кредиторской задолженности хозяйствующего субъекта. И. Н. Пастухов и П. С. Яни считают недоимку материальным ущербом от незаконных действий плательщиков налогов.
Недоимка рассматривается в нескольких аспектах. Как сумма налога или сбора, который не был уплачен в обозначенное время, также рассматривается с позиции отражения неуплаченных сумм налога в бухгалтерском балансе недоимщика. Рассматривать недоимку можно как материальный ущерб, нанесенный государству, из-за действий налогоплательщика. В соответствии с законами, недоимка это противоправное действие, которое направлено на нарушение тех правил, которые сейчас существуют в налоговой сфере. Не каждая недоимка считается преступлением, но некоторые из них могут считаться уголовным преступлением.
Росстат определяет задолженность по налогам и сборам как сумму недоимки.
Причинами возникновения налоговых недоимок могут быть объективные и субъективные факторы. К субъективным факторам относится налоговый менталитет, уровень образования, чувство принадлежности к определенной социальной группе.
Среди объективных факторов — политические, социальные, исторические, юридические и организационные обстоятельства. Налоговые недоимки могут возникать из-за нестабильного положения экономической системы, отсутствие конкурентной способности у отечественной продукции. Среди общих причин налоговых недоимок выделяют нежелание уплачивать налоги и сборы, уклонение от уплаты налогов.
Если недоимка считается крупной или особо крупной, и она не была уплачена в полном объеме, налоговой инспекции необходимо сообщить об этом в органы внутренних дел. Недоимка взыскивается в принудительном порядке через банк, в котором у организации есть счет. Если недоимка не погашена за счет денежные средств, то для этого может использоваться имущество организации.